# Ernst Meyer (Politiker, 1887)

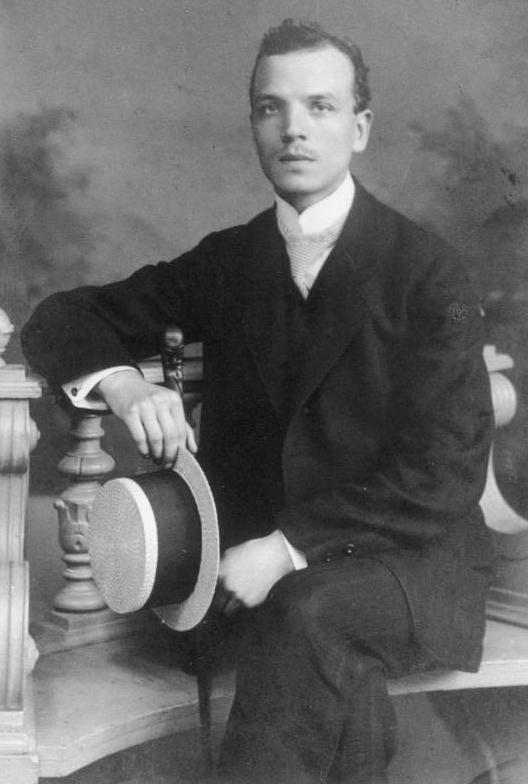
Porträt von Ernst Meyer als Student, ca. 1905

Ernst Meyer (* 10. Juli 1887 in Prostken, Ostpreußen; † 2. Februar 1930 in Potsdam) war ein deutscher, kommunistischer Politiker und zeitweiliger Vorsitzender der KPD.

## Leben
Der aus einer religiös orientierten Arbeiterfamilie stammende Meyer, der in Königsberg und Berlin Philosophie, Psychologie und Nationalökonomie studierte (Promotion 1910), schloss sich 1908 der SPD an, wurde von Hugo Haase gefördert und war ab 1913 Mitglied der Redaktion des Parteiorgans Vorwärts. In dieser Zeit erhielt er aufgrund eines Artikels eine mehrmonatige Haftstrafe wegen Majestätsbeleidigung. Nach Kriegsausbruch 1914 wurde er als Tuberkulosekranker nicht eingezogen. Da er zum linken Flügel der SPD zählte und die Burgfriedenspolitik der Parteiführung ablehnte, schloss ihn der Parteivorstand 1915 aus der Vorwärts-Redaktion aus („Vorwärts-Raub“). Er nahm an den Konferenzen in Zimmerwald und Kiental teil und war Mitbegründer des Spartakusbundes und der KPD. Der Name „Spartakus“ war von ihm vorgeschlagen worden. Nach dem Spartakusaufstand im Januar 1919 befand er sich zeitweise in Haft.
Von 1919 bis 1923 gehörte Meyer zur Parteileitung, 1921 fungierte er als Chefredakteur der Roten Fahne und als Nachfolger Paul Levis zeitweise bis zum Herbst 1922 als Parteivorsitzender und war nach dem Mitteldeutschen Aufstand für die Einheitsfront-Politik der nachfolgenden Jahre mitverantwortlich. Von 1921 bis 1924 und von 1928 bis 1930 war er Abgeordneter der KPD im Preußischen Landtag. Nachdem er 1923 infolge der ultralinken Wende der KPD unter der Führung von Ruth Fischer und Arkadi Maslow nicht mehr in die Parteileitung gewählt wurde, nahm sein Einfluss in den Jahren 1926 bis 1927 wieder zu. Meyer wurde  innerparteilich zusammen mit Arthur Ewert und Gerhart Eisler zur Gruppe der Versöhnler gezählt. Er setzte sich für eine pragmatische, auf eine Zusammenarbeit mit der SPD zielende Politik ein und betrieb 1926 maßgeblich die Kampagne für das Volksbegehren zur Fürstenenteignung. 1927 erneut in die Leitung gewählt, verringerte sich sein Einfluss rapide, nachdem es zu einer erneuten „ultralinken“, das heißt moskautreuen, stalinistischen Wende der Partei unter der Führung Ernst Thälmanns ab 1928 kam und Meyer gleichzeitig durch seine Tuberkuloseerkrankung immer mehr geschwächt wurde.
Karl Retzlaw, der ihn gut kannte, schrieb in seiner Biografie: „Er war ein hochintelligenter, gebildeter Mann, seine Referate zeugten von seinem  ungewöhnlichen Wissen, doch sie waren ohne jede Wärme, und er hat weder in Volksversammlungen noch in größeren Versammlungen der eigenen Partei die Überzeugungskraft ausgestrahlt, ohne die nun einmal ein Führer einer revolutionären Partei nicht denkbar ist.“
Ab 1927 musste sich Meyer mehrfach in Lungensanatorien in der Sowjetunion und der Schweiz aufhalten, in seinem letzten größeren öffentlichen Auftritt anlässlich des KPD-Parteitages im Juni 1929 nahm er noch einmal gegen die Sozialfaschismusthese und die damit verbundene Politik Thälmanns und Heinz Neumanns Stellung. Kurze Zeit später musste Meyer stationär in das Lungensanatorium der Hoffbauer-Stiftung in Potsdam-Hermannswerder eingeliefert werden, wo er ein halbes Jahr später starb.
Seit 1922 war Meyer mit der kommunistischen Politikerin und Autorin Rosa Meyer-Leviné, der Witwe Eugen Levinés verheiratet.
Die Deutsche Post der DDR gab 1977 zu seinen Ehren eine Sondermarke in der Serie Persönlichkeiten der deutschen Arbeiterbewegung heraus.

## Werke
- Die politische Unterdrückung. Berlin 1926
- Spartakus im Kriege. Die illegalen Flugblätter des Spartakusbundes im Kriege. Berlin 1927